# Domremy-aux-Bois
Domremy-aux-Bois is een Franse plaats in in de gemeente Erneville-aux-Bois in het departement Meuse in de regio Grand Est.

## Geschiedenis
Op 1 januari 1975 fuseerde Domremy-aux-Bois met Ernecourt en Loxéville tot de gemeente Erneville-aux-Bois.

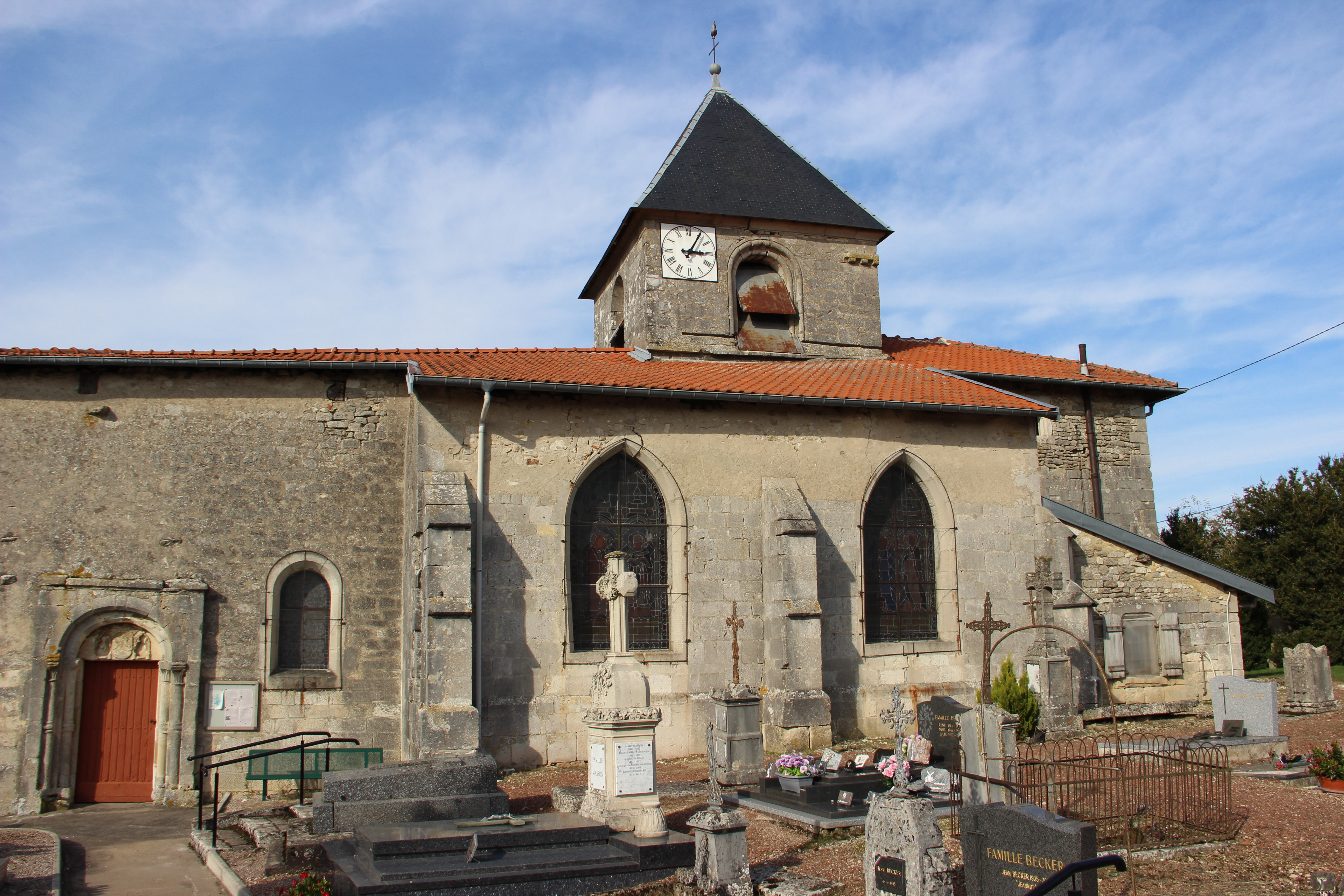
De kerk van Domremy-aux-Bois

Domremy-aux-Bois · Ernecourt · Loxéville